# إنريكي بيريز
إنريكي بيريز (بالإسبانية: Enrique Pérez Herrera) (13 أكتوبر 1988 في المكسيك - ) هو لاعب كرة قدم مكسيكي في مركز الدفاع. شارك مع منتخب المكسيك لكرة القدم. أما مع النوادي، فقد لعب مع نادي أطلس ونادي موريليا الرياضي وVenados F.C. ‏.

## وصلات خارجية
- إنريكي بيريز على موقع قاعدة بيانات كرة القدم.إي يو (الإنجليزية)
- إنريكي بيريز على موقع ناشيونال فوتبول تيمز (الإنجليزية)
- إنريكي بيريز على موقع Soccerway.com (الإنجليزية)
- إنريكي بيريز على موقع AS.com (الإسبانية)